# Lauren Burns
Lauren Chantel Burns (Melbourne, 8 giugno 1974) è una taekwondoka australiana.
Ha vinto la medaglia d'oro olimpica nel taekwondo alle Olimpiadi 2000 svoltesi a Sydney nella categoria 49 kg donne.
Inoltre ha conquistato la medaglia di bronzo ai campionati mondiali di taekwondo 1997 tenutisi ad Hong Kong nella categoria 51 kg.